# Germano Grachane

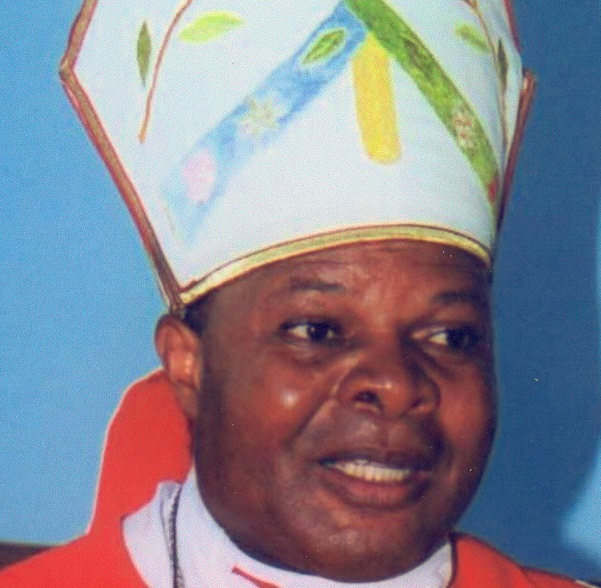
Germano Grachane

Germano Grachane CM (* 4. Mai 1942 in Zandamela) ist ein mosambikanischer Ordensgeistlicher und emeritierter römisch-katholischer Bischof von Nacala.

## Leben
Germano Grachane trat der Ordensgemeinschaft der Lazaristen bei und empfing am 24. Mai 1970 die Priesterweihe.
Papst Johannes Paul II.  ernannte ihn am 22. Januar 1990 zum Weihbischof in Nampula und Titularbischof von Thunusuda. Die Bischofsweihe spendete ihm der Erzbischof von Nampula, Manuel Vieira Pinto, am 3. Juni  desselben Jahres; Mitkonsekratoren waren Paulo Mandlate SSS, Bischof von Tete, und Júlio Duarte Langa, Bischof von Xai-Xai.
Am 11. Oktober 1991 wurde er zum ersten Bischof des mit gleichem Datum errichteten Bistums Nacala ernannt. Am 25. April 2018 nahm Papst Franziskus seinen altersbedingten Rücktritt an.
Vom 13. Juni 2019 bis zum 21. März 2021 war er während der Sedisvakanz Apostolischer Administrator des Bistums Gurué.